# Allium cupani
Allium cupani — вид трав'янистих рослин родини амарилісові (Amaryllidaceae), поширений у північно-західній Африці, Туреччині, Кіпрі, південній Європі.

## Поширення
Поширений у північно-західній Африці, Туреччині, Кіпрі, південній Європі.